# بيتر جانسون
بيتر جانسون (بالسويدية: Peter Jansson)‏ هو شخصية أعمال سويدي، ولد في 29 سبتمبر 1972 في Kungsängen ‏ في السويد.

## روابط خارجية
- بيتر جانسون على موقع أوليمبيديا (الإنجليزية)
- بيتر جانسون على موقع اللجنة الأولمبية السويدية (السويدية)